# 英国山岳会
英国山岳会（The Alpine Club 、アルパインクラブ、略称AC）は1857年にロンドンで創設され、150年の歴史を誇る世界最古の山岳会であり、イギリスの登山家の名士会である。世界には数多くの山岳会が存在するが、国名をつけずに定冠詞をつけて「The Alpine Club」と言えば、英国山岳会のことを指す。1920年代以降のエベレスト遠征においては重要な役割を果たした。現在の本部の所在地はロンドン市シャーロットロード55番地。

## 歴史
1857年12月22日、イギリスの登山家たちがロンドンのアシュリーズ・ホテル（Ashley's Hotel ）に集まった。このメンバーたちは当時の一流登山家たちであり、アルプス黄金時代に登山技術を生み出した人々であった。ここで「英国山岳会」が生まれ、ジョン･ボールを初代会長に選出し、会を主催したE・S・ケネディ（E.S.Kennedy ）が副会長となった。ケネディは後にボールのあとをついで二代会長となった。150年後の今日でも山岳会は存続しており、会員たちはやはり現役の登山家としてアルプスだけでなく、世界各地の山に登り続けている。
英国山岳会にはロンドンの名士会という側面もあったが、会員の基準には（「満足できる程度の山に登っていること」など）あいまいな部分もあった。それが20世紀の中ごろまでには、英国山岳会は「英国上級山岳会」へと発展し、男女ともに明確な会員基準を示すことになった。これにより「初心者」は正式会員の資格取得目指して努力することになった。
同会はもちろんイギリスに本部が置かれているが、その登山対象はヨーロッパのみならず全世界におよび、単なる山登りにとどまらず探検登山活動にも活動の重点がおかれている。（クラブの初期には登山もせず、低地ばかり歩いているという理由で一度解散したこともあった。）これに関しては1952年に創設された「アルパイン・クライミング・グループ」（ACG）と統合したことで技術を向上させたという部分もある。
山岳会は登山ガイドを発行しており、長い歴史の中でたくわえられた登山記録や写真、書籍のコレクションを誇っている。山岳会の歴史は近年ジョージ・バンド（George Band ）の手によって『頂点：英国山岳会150年史』（Summit: 150 Years of the Alpine Club ）にまとめられ、写真家や芸術家たちに関してはピーター・マレイユ（Peter Mallalieu ）が『英国山岳会のアーティスト』（The Artists of the Alpine Club ）をまとめている。会の広報誌『アルパイン・ジャーナル』も有名である。
2009年現在、年会費は39 - 60ユーロ、年齢の若い会員たちは27ユーロであり、入会費はない。

## 公認機材
1864年C・ピルキントンを委員長として6人の会員が集められピッケルとクライミングロープの品質向上のための委員会が発足、会員に対して一考に値するピッケルとクライミングロープの提出を求め、テストと甲論乙駁の結果が7月5日の会合で発表され、ピッケルでは「ピルキントン型ピッケル」、クライミングロープではいわゆる「アルパイン・クラブ・ロープ」を公認し、この後長く規範となった。

## 歴代会長
- 1857年 - 1860年 : ジョン･ボール
- 1860年 - 1863年 : E・S・ケネディ
- 1863年 - 1865年 : アルフレッド・ウィルス（Alfred Wills ）
- 1865年 - 1868年 : レズリー・スティーヴン
- 1868年 - 1871年 : ウィリアム・マシューズ（William Mathews ）
- 1871年 - 1874年 : ウィリアム・ロングマン（William Longman ）
- 1875年 - 1877年 : トーマス・ウッドバイン・ヒンチリフ（Thomas Woodbine Hinchliff ）
- 1881年 - 1883年 : トーマス・ジョージ・ボニー（Thomas George Bonney ）
- 1884年 - 1886年 : フローレンス・クロフォード・グローブ（Florence Crauford Grove ）
- 1886年 - 1890年 : クリントン・トーマス・デント（Clinton Thomas Dent ）
- 1890年 - 1893年 : ホレース・ウォーカー（Horace Walker ）
- 1893年 - 1896年 : ダグラス・フレッシュフィールド（Douglas Freshfield ）
- 1896年 - 1899年 : チャールズ・ピルキントン（Charles Pilkington ）
- 1899年 - 1902年 : ジェームズ・ブライス
- 1902年 - 1904年 : マーティン・コンウェイ（Martin Conway ）
- 1904年 - 1906年 : ジョージ・フォレスト・ブロウン（George Forrest Browne ）、ブリストル主教
- 1908年 - 1911年 : ハーマン・ウーレイ（Hermann Wooley ）
- 1911年 - 1914年 : W・E・デヴィソン（W. E. Davison ）
- 1914年 - 1917年 :
- 1917年 - 1919年 : ジョン・パーシー・ファラー（John Percy Farrar ）
- 1920年 - 1923年 : J・ノーマン・コリー（J. Norman Collie ）
- 1923年 - 1926年 : チャールズ・グランヴィル・ブルース（Charles Granville Bruce ）
- 1926年 - 1929年 : ジョージ・ヘンリー・モース（George Henry Morse ）
- 1929年 - 1932年 : クロード・ウィルソン（Claude Wilson ）
- 1932年 - 1934年 : ジョン・ジェームズ・ウィザース（John James Withers ）
- 1935年 - 1938年 : エドワード・リーズル・ストラット（Edward Lisle Strutt ）
- 1938年 - 1940年 : クロード・シュスター（Claud Schuster ）
- 1941年 - 1943年 : ジェオフリー・ウィンスロップ・ヤング（Geoffrey Winthrop Young ）
- 1944年 - 1947年 : レオ・アメリー（Leo Amery ）
- 1947年 - 1949年 : トム・ロングスタッフ
- 1950年 - 1953年 : クロード・オーレリウス・エリオット（Claude Aurelius Elliott ）
- 1953年 - 1956年 : エドウィン・サヴォリー・ハーバート（Edwin Savory Herbert ）
- 1956年 - 1959年 : ジョン・ハント（John Hunt ）
- 1959年 - 1962年 : ジョージ・イングル・フィンチ
- 1962年 - 1965年 : ハワード・サマーヴィル（Howard Somervell ）
- 1965年 - 1968年 : エリック・シプトン
- 1968年 - 1971年 : チャールズ・エヴァンス
- 1971年 - 1974年 : A・D・M・コックス（A. D. M. Cox ）
- 1974年 - 1977年 : ジャック・ロングランド（Jack Longland ）
- 1977年 - 1980年 : ピーター・ロイド（Peter Lloyd ）
- 1980年 - 1983年 : J・H・エムリン・ジョーンズ（J. H. Emlyn-Jones ）
- 1983年 - 1986年 : R・R・E・コーリー（R. R. E. Chorley ）
- 1986年 : A・K・ローリンソン（A. K. Rawlinson ）
- 1986年 - 1987年 : レディ・デニス・エヴァンス（Lady Denise Evans ）
- 1987年 - 1990年 : ジョージ・バンド
- 1990年 - 1993年 : H・R・A・ストレーサー（H. R. A. Streather ）
- 1993年 - 1996年 : マイク・ウェストマコット（Mike Westmacott ）
- 1996年 - 1999年 : クリス・ボニントン
- 1999年 - 2001年 : ダグ・スコット
- 2002年 - 2004年 : アラン・ブラックショー（Alan Blackshaw ）
- 2005年 - 2007年 : ステファン・ヴェナブルス（Stephen Venables ）
- 2008年 - 2010年 : ポール・ブレイズウェイト（Paul Braithwaite ）
- 2010年 - 2013年 : ミック・ファウラー
- 2013年 -  :リンゼイ・グリフィン（Lindsay Griffin ）